# 虹 (AAAの曲)
「虹」（ニジ）は、AAAの34枚目のシングル。2012年10月31日にavex traxから発売された。

## 概要
- 前作「777 〜We can sing a song!〜」から約3ヶ月ぶりの発売となる。
- ジャケットA、B、mu-moショップ限定盤の3形態で発売。
- 初回限定封入特典(2形態共通)には、8種中1種のトレーディングカードが封入される。
- ジャケットBには「good day」のリミックスバージョンが2曲収録されている。
- 「虹」はGReeeeNによる書き下ろし楽曲である[1]。AAAスタッフとGReeeNのスタッフ間で縁があり、AAA及びGReeeeNがお互いに尊敬しあう関係であることから楽曲提供の依頼をし、実現した[2]。また、ところどころGReeeeNのコーラスが入っている。 2014年8月6日、GReeeeNの6枚目のオリジナルアルバム『今から親指が消える手品しまーす。』でGReeeeNがセルフカバーし7曲目に収録されたのが発売された。横浜アリーナで行われた『AAA TOUR 2012 -777- TRIPLE SEVEN 7th Anniversary Autumn stAge』でのライブ映像がミュージッククリップとして収録されている。同公演から初披露され最終公演までセットリストに組まれた。2013年1月23日発売のライブDVD「AAA TOUR 2012 -777- TRIPLE SEVEN」では未収録となっている。

## 企画・プロモーション
本作の発売を受け、「虹」を聴いてもらうだけでなく、みんなにも歌ってもらいたいという意向から＜AAAの新曲『虹』歌ってみたコンテスト＞を開催した。また、発売日の2012年10月31日にはニコニコ生放送で特番『AAA宇野/浦田/日高の新曲「虹」歌ってみて大作戦』を配信した。

## 収録内容

### ジャケットA
CD
1. 虹 [4:58]
(作詞・作曲：GReeeeN / 編曲：Takehito Shimizu & ats-)
  - この曲はダンスはせず、歌のみの披露である。
  - 1番、2番のサビは西島・與と浦田・末吉にわかれて歌い（この分かれ方は珍しい）、それに宇野、伊藤がハモリを担当している。
  - ラップは宇野と伊藤が担当している。日高はラップを担当しない代わりに歌のソロパートもあり、サビもほぼすべて歌っている。
  - プロ野球オリックス・バファローズに所属する山岡泰輔の登場曲である。
2. good day [5:34]
(作詞：leonn / Rap詞：Mitsuhiro Hidaka / 作曲：Kazuhito Kikuchi / 編曲：ats-)
3. 虹 (Instrumental) [4:58]
4. good day (Instrumental) [5:31]

DVD
1. 虹 (Music Clip)
2. 虹 (ジャケット撮影オフショット)

### ジャケットB
CD
1. 虹 [4:58]
2. good day [5:33]
3. good day (Shohei Matsumoto EDM Remix) [5:40]
4. good day (Remo-con Remix) [4:59]
5. 虹 (Instrumental) [4:58]
6. good day (Instrumental) [5:31]

### mu-moショップ限定盤
CD
1. 虹
2. good day
3. Think about AAA 6th Anniversary〜season 22〜

## タイアップ
| 曲名     | タイアップ                                                   |
| -------- | ------------------------------------------------------------ |
| 虹       | KONAMIオンラインゲーム「プロ野球ドリームナイン」テーマソング |
| good day | イトーヨーカドー「goodday秋冬2012」TVCMソング                |